# Уайз Блад
Weyes Blood (рус. Уайз Блад; настоящее имя Натали Меринг, англ. Natalie Mering; род. 11 июня 1988,  Санта-Моника, Калифорния, США) — американская певица и автор песен.
Она выпустила четыре альбома и один мини-альбом.

## Биография
Натали Меринг родилась в Санта-Монике, штат Калифорния, и выросла в Дойлстауне, штат Пенсильвания. Её братья и родители также являются музыкантами, поэтому музыка сыграла важную роль при её взрослении. Её старший брат, Зак Меринг, также является художником звукозаписи, продюсером и автором песен под псевдонимом «Raw Thrills».
В 15 лет Меринг начала использовать прозвище «Wise Blood» для написания песен. Она перешла на Weyes Bluhd на нескольких самостоятельно выпущенных записях, прежде чем сменила орфографию на Weyes Blood. Она взяла псевдоним в честь романа Флэннери О’Коннор «Мудрая кровь».
В то же время, работая над своим собственным материалом, она гастролировала на андеграундной музыкальной сцене с группами Jackie-O Motherfucker и Nautical Almanac.
В 2011 году она выпустила альбом The Outside Room уже как Weyes Blood на Not Not Fun Records.
Журнал Uncut описал альбом как «с религиозной и воздушной атмосферой, но с остротой», в то время как Beatbots сочли его «впечатляющим и амбициозным альбомом».
Натали выпустила свой второй альбом в октябре 2014 года под названием The Innocents, который был выпущен лейблом Mexican Summer. Он был записан в сельской Пенсильвании, квартире Меринг и на Gary’s Electric Studio в Гринпотнте, Бруклин.  В него вошли материалы Джейкоба Бруннера (ударные) и Джеймса Стронга (бас). 
Меринг описала тему альбома как «она о молодой любви. Она о моих первых настоящих отношениях, которые в действительности шли нехорошо».
В 2016 году она выпустила альбом Front Row Seat to Earth на Mexican Summer, получивший широкую известность в музыкальной индустрии, и провела последние несколько лет в туре по Европе и Штатам. NPR утверждает, что альбом переосмысливает «интимность и идеализм способами, которые демонстрируют дар Меринг для измерения и опосредования опрометчивых эмоций».
Новый альбом Titanic Rising вышел 5 апреля, 2019.

## Дискография

### Студийные альбомы
| 2011                   | The Outside Room - Дата выхода: 10 мая - Лейбл: Self-released - Формат: LP, digital download                             | —   | —  | —  | —  |
| 2014                   | The Innocents - Дата выхода: 21 октября - Лейбл: Mexican Summer - Формат: LP, digital download                           | —   | —  | —  | —  |
| 2016                   | Front Row Seat to Earth - Дата выхода: 21 октября - Лейбл: Mexican Summer - Формат: LP, CD, digital download             | —   | 23 | —  | —  |
| 2019                   | Titanic Rising - Дата выхода: 5 апреля - Лейбл: Sub Pop - Формат: LP, CD, cassette, digital download                     | 34  | 3  | 68 | 37 |
| 2022                   | And in the Darkness, Hearts Aglow - Дата выхода: 18 ноября - Лейбл: Sub Pop - Формат: LP, CD, cassette, digital download | 111 | 1  | 27 | 8  |
| "—" неучастие в чарте. | |     |    |    |    |